# اتحاد الشعب
اتحاد الشعب هي صحيفة يومية كانت تُنشر من بغداد عاصمة العراق. تُعد الصحيفة وسيلة الإعلام الرسمية للحزب الشيوعي العراقي. شغل عبد القادر إسماعيل البستاني منصب رئيس تحرير الجريدة لفترة من الفترات.
إبتدأت الجريدة في منتصف عام 1956 وكان يتم نشرها بشكل سري، حتى حصل الحزب الشيوعي العراقي في أوائل عام 1960 على اعتراف رسمي فحاول تأسيس وسيلة إعلام تابعة له. سعى الحزب في 15 فبراير/شباط من عام 1960 إلى الاعتراف القانوني بجريدته بموجب القانون المحدد للإعلام لكن هذا الطلب قد تم رفضه من قبل وزارة الداخلية.
خلال عام 1960 تم استهداف جريدة اتحاد الشعب وغيرها من المطبوعات التابعة للحزب من قبل حكومة عبد الكريم قاسم. في آذار/مارس من عام 1960 أصدرَ العميد السيد حميد السيد حسين أمرا يحظر تداول جريدة اتحاد الشعب في سبع مناطق من جنوب العراق. في حزيران/يونيو 1960 عانت الجريدة حيث تم منع صدورها في نصف العراق تقريبا بما في ذلك المدن الكبرى كما تم فرض قيود أمنية ومضايقات من قبل قوات الشرطة على الجريدة ذاتها. أعلنت الجريدة في 30 سبتمبر 1960 عن إغلاق مكاتبها لمدة عشرة أشهر، في نفس الوقت حُكم على عبد القادر إسماعيل البستاني بالسجن ثلاثة أشهر أما عبد الجبار وهبي عضو هيئة التحرير في الجريدة فقد وُضع تحت الإقامة الجبرية في مدينة الرمادي.